# Crowdfunding
Jako crowdfunding [ˈkraʊdfʌndɪŋ] nebo též skupinové financování se označuje financování, při kterém větší počet jednotlivců přispívá menším obnosem k cílové částce požadované pro realizaci předmětu financování. Crowdfundingem lze financovat zajímavé projekty, produkty či společnosti, ale například i politické kampaně.
„Crowdfunding je způsob financování, při kterém se větší počet lidí skládá po menších částkách na nějaký projekt. Česky se používá také pojem skupinové či davové financování. Samotné slovo crowdfunding poté vychází ze dvou anglických slov a to  “crowd“, což znamená dav a “funding“, což se dá přeložit jako financování.“

## Princip fungování
Crowdfundingem lze takto financovat různé projekty, nové zajímavé produkty, vznik společností, ale také například politické kampaně. V současnosti dochází k financování těchto projektů přes různé internetové stránky. I samotné investování je poté velmi jednoduché a pomocí integrovaných platebních bran tak může uživatel zaplatit pohodlně kartou.
Crowdfunding má několik typů, které lze rozlišovat dle odměny, kterou ti, kteří přispívají, za svůj příspěvek získají, a to:
- odměnový
- darovací (charitativní)
- investiční
  - půjčkový (dluhový)
  - podílový

Pro usnadnění crowdfundingu existují weby, které podporované projekty umožňují vyhledat. Každý projekt většinou obsahuje:[zdroj⁠?!] název a popis, motivační video (volitelně), kategorii, do které patří, rozpis toho, kam vybrané peníze půjdou, rizika a odpovědnosti, plán financování, cíle, seznam odměn pro investory podle výše investice.
Vybrané finance bývají strukturovány do základní částky, jejíž vybrání bude schopno financovat projekt jen sám o sobě – v „základní verzi“, a dodatečných cílů (achievements).[zdroj⁠?!] Za vybrání každého z nich autoři projektu slibují přidat do projektu určitý rys nebo jej vylepšit popsaným způsobem.[zdroj⁠?!]

## Trendy v Crowdfundingu dle FinTech Roadmap
Pro vhodnou implementaci nejnovějších technologií u každé oblasti tvoří tvůrci FinTech Roadmap tabulku ve které jsou zobrazeny přicházející trendy, klíčoví činitelé, výzvy které se v oblasti řeší a také identifikovaný stav v České republice ve srovnání se světem.
| Přicházející trendy                                                       | Klíčoví činitelé | Výzvy | Srovnání ČR se světem                                                                 |
| Obchodování s fakturami – crowdlending faktur                             | Zlepšení likvidity, atraktivní výnosnost, vyšší diverzifikace rizika                                                                       | Riziko, že zákazník nezaplatí fakturu                                                                    | V ČR aktivně probíhá                                                                  |
| Vznik crowdfundingových platforem dle zaměření – např. na vydavatele knih | Zvětšující se množství crowdfundingových projektů mezi kterými je obtížné se vyznat a odlišit                                              | Umožnit využití všech druhů crowdfundingu                                                                | Spíše v USA apod. ČR je relativně malý trh, ale činnost probíhá v omezené míře i v ČR |
| Příchod komplexnějších podnikatelských záměrů na crowdfunding             | Inovativní podnikatelské i jiné záměry | Crowdfunding jako běžný prvek životního cyklu většiny projektů                                           | Postupně se prosazuje také v ČR                                                       |
| Nové regulace P2P platforem                                               | Jednodušší škálovatelnost na celoevropské úrovni – nejednotné regulace mezi jednotlivými zeměmi, zvýšení důvěry investorů v tyto platformy | Povinnost získat licenci pro mezinárodní hráče, nutnost splnit další povinnosti pro ochranu spotřebitele | ČR musí tuto regulaci také implementovat do své legislativy                           |

## Nařízení o crowdfundingu
V listopadu 2021 nabylo účinnosti nové nařízení Evropského parlamentu a Rady EU o crowdfundingu. Přináší zcela nový regulatorní rámec pro poskytovatele platforem propojujících investory s vlastníky jednotlivých projektů (v České republice jsou v této oblasti obzvláště populární platformy pro investice do nemovitostí). Licenci pro poskytovatele má udělovat Česká národní banka, zákon, který by ji tuto kompetenci přiznal, však stávající sněmovna nestačila schválit, neboť pro ni nebyl prioritou. U slovenského regulátora (NBS) naproti tomu bude možné o tyto licence žádat.
Protože označení „crowdfunding“ (slovy nařízení: skupinové financování) by mohlo být zavádějící, nová regulace má umožnit novou licenci a zprostředkovaně i možnost poskytovat crowdfundingovou platformu pouze provozovatelům, jejichž obchodní model vyhovuje určitým parametrům. Těmi jsou mimo jiné tyto podmínky:
- Nařízení se má vztahovat na poskytovatele platformy, která umožňuje párování zájmů  investorů (úvěrujících) a vlastníků projektů (úvěrovaných), poskytovatel platformy patrně může fungovat jako „tržiště“ nabídek a poptávek (podobně jako burza), ale může být i aktivním zprostředkovatelem ve vztahu k jedné skupině účastníků, tj. potenciálním úvěrovaným. S ohledem na záměr evropského zákonodárce by definice „služeb skupinového financování“ měla obsáhnout různé modely podnikání, které umožňují uzavření úvěrové smlouvy mezi jedním nebo více investory a jedním nebo více vlastníky projektů prostřednictvím platformy skupinového financování,
- platforma se nikdy nemůže dostat do pozice věřitele z úvěrového vztahu, tedy nemůže sama poskytovat úvěry na projekty,
- vlastníkem projektu úvěrovaného nesmí být nikdy spotřebitel
- celkový objem protiplnění získaných na základě úvěrů prostřednictvím platformy ze všech nabídek jednoho vlastníka projektu nesmí přesáhnout 5 mil. EUR za každých 12 měsíců (resp.do 10.11.2023 1 mil. EUR).[1]

## Příklady crowdfundingových stránek
Americké
- Kickstarter – největší světová platforma[9]
- Indiegogo – druhá největší světová platforma[10]
- Patreon
- Crowd Supply

Britské
- Crowdcube – největší evropská platforma[11]

České
- HitHit – největší česká platforma[12]
- Donio – největší dárcovská platforma
- Startovač
- Fundlift – v roce 2022 neměla žádnou obchodní činnost[13]
- Penězdroj
- Invester.cz
- Nadační fond pomoci
- Nakopni.me
- Nebanka
- Fingood
- Investown
- ROIER

Slovenské
- StartLab